# Nate Kinsella

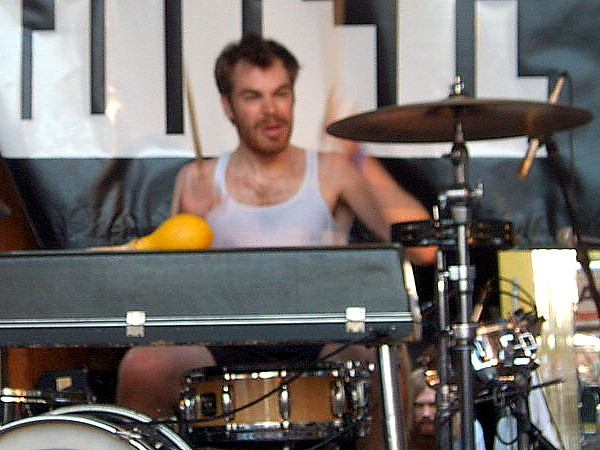
Nate Kinsella 2006

Nate Kinsella (* 19. März 1980 in Chicago, Illinois) ist ein US-amerikanischer Emo-Musiker und an einigen wichtigen Musikprojekten beteiligt. Seine Cousins Tim Kinsella und Mike Kinsella sind ebenfalls Musiker.

## Werdegang
Nate Kinsella begann seine musikalische Laufbahn 1998 bei den Decembers Architects, wo er bis 2000 Schlagzeug spielte und mit Nathan Holtz als Sänger, Mark Swoverland an der Gitarre und ständig wechselnder Besetzung am E-Bass einige Tapes aufnahm. 2001 gründete er gemeinsam mit Tim Cronin, dem letzten Bassisten bei den Decembers Architects, und Kai Benson die Band Mata Hari. Im selben Jahr brachte die Gruppe einen Longplayer heraus, der wie bereits die vorangegangenen Aufnahmen von Nate Kinsella abgemischt und produziert worden war. Anschließend spielte Kinsella wieder mit Holtz und Swoverland bei den Decembers Architects, deren letzte Veröffentlichung 2002 ein Beitrag zur Kompilation Pop for Charity: Sound war.
Ab 2004 war Nate Kinsella regelmäßig an Aufnahmen von Joan of Arc und Make Believe beteiligt, experimentelle Emo-Bands, die von seinen Cousins Mike und Tim Kinsella gegründet worden waren. Hier zeigte Nate Kinsella sein musikalisches Talent, als er neben dem Schlagzeug auch Piano, Keyboard, E-Bass und Gitarre spielte. 2005 begleitete er seine Cousins bei deren Soloaufnahmen, 2006 auch Bobby Burg bei dessen Soloprojekt Love of Everything. 2007 veröffentlichte Nate Kinsella als Birthmark seine eigene Solo-LP The Layer, die vom deutschen Label Coraille vertrieben wird. Bei Dunix ist die LP auch als Vinyl erhältlich.

## Bands und Projekte
- 1998 – 2002 Decembers Architects
- 2001 Mata Hari
- 2004 – heute Joan of Arc
- 2003 – heute Make Believe
- 2006 – heute Love of Everything
- 2007 – heute  Birthmark

## Diskografie
- 2012: Antibodies − Birthmark
- 2012: Hydrangea Danger Split − Love of Everything
- 2011: A Benefit Album − Birthmark
- 2011: Oh Brother − Joan of Arc
- 2010: Shaking Hands − Birthmark
- 2010: Fossil Record Web Single – Birthmark
- 2010: Don't Mind Control − Joan of Arc
- 2010: Make Believe EP − Make Believe
- 2008: Boo Human - Joan of Arc
- 2008: Goin' to the Bone Church − Make Believe
- 2007: The Layer − Birthmark
- 2007: Orchard Vale Soundtrack – Joan of Arc
- 2007: Many Times I've Mistaken 7" − Joan of Arc
- 2006: Of Course − Make Believe
- 2006: Apiary Ennui And ... − Decembers Architects
- 2006: Eventually, All At Once − Joan of Arc
- 2006: The Intelligent Design Of − Joan of Arc
- 2006: Superior Mold And Die − Love of Everything
- 2005: What Matters Most Compilation – Joan of Arc
- 2005: The Association Of Utopian Hologram Swallowers Compilation – Tim Kinsella
- 2005: Shock Of Being − Make Believe
- 2005: Presents Guitar Duets − Joan of Arc
- 2005: Sub Rosa Compilation – Make Believe
- 2005: Crucifix Swastika EP – Tim Kinsella
- 2005: I Do Perceive − Owen
- 2005: Limited Edition 12" − Make Believe
- 2005: One Bright Sunny Morning − Make Believe
- 2004: Pink 7" − Make Believe
- 2004: Joan of Arc, Dick Cheney, Mark Twain − Joan of Arc
- 2004: Indie Workshop Compilation – Make Believe
- 2004: Bundini Brown Split – Joan of Arc
- 2004: Make Believe EP – Make Believe
- 2004: Metaphysics For Beginners Compilation – Make Believe
- 2004: Live in Muenster 2003 − Joan of Arc
- 2004: Rabbit Rabbit Split-EP – Joan of Arc
- 2002: Pop for Charity: Sound Compilation – Decembers Architects
- 2001: I Shall Sound My Own − Mata Hari
- 2000: Fall/Autumn Preference Single – Decembers Architects
- 1999: Bifocalbyefulcrumby EP – Decembers Architects
- 1998: Decembers Architects 7" − Decembers Architects